# Preludio
Un preludio  es una pieza musical breve, usualmente sin una forma interna particular. Si bien, durante la época barroca, por ejemplo, puede haber servido como introducción a los movimientos sucesivos de una obra que generalmente eran más largos y complejos, también puede haber sido una obra independiente durante la era romántica. Por lo general, presenta una pequeña cantidad de motivos rítmicos y melódicos que se repiten a lo largo de la pieza. Estilísticamente, el preludio es de naturaleza improvisadora. El preludio también puede referirse a una obertura, particularmente a las vistas en una ópera o un oratorio.
Muchos preludios tienen un continuo ostinato debajo del fondo, usualmente de tipo rítmico o melódico. También hay algunos de estilo improvisatorio. El preludio también puede referirse a una obertura, particularmente a aquellos de una ópera, oratorio o ballet.
En su origen consistía en la improvisación que hacían los músicos con sus instrumentos para comprobar la afinación, relajar los dedos e introducir la tonalidad al público. Inicialmente como forma musical, era una pieza que anticipaba otra más extensa. Durante los siglos XV a XVII se compusieron preludios no ligados a ninguna obra extensa, improvisados.
Fue durante el siglo XVIII cuando el preludio se asocia a la fuga con Johann Sebastian Bach en su obra para órgano o en "el clave bien temperado" y así, la forma alemana "preludio y fuga" alcanza su máxima cumbre en las obras compuestas para órgano y clave.
Durante el romanticismo, el preludio se constituye como forma independiente y principalmente para piano, gracias a las composiciones de Frédéric Chopin (24 preludios opus 28), Rajmáninov y Debussy. Pero siempre se mantiene su uso original de introducción, tales como en las operas de Wagner que se usa en muchas ocasiones, o el primero de Los estudios trascendentales de Liszt "Preludio" que es una especie de combinación del preludio antiguo con el moderno.

## Historia
Los primeros preludios que se anotaron fueron piezas de órgano que se tocaron para introducir la música de la iglesia, siendo los primeros ejemplos supervivientes cinco breves praeambula en la tablatura Ileborgh de 1448. Estos fueron seguidos de cerca por preludios compuestos libremente en un estilo extemporáneo para el laúd y otros instrumentos de cuerda renacentistas, que originalmente se utilizaron para calentar los dedos y comprobar la afinación y la calidad del sonido del instrumento, como en un conjunto de piezas de Joan Ambrosio Dalza publicadas en 1508 bajo el título tastar de corde (en italiano, literalmente, "prueba de las cuerdas").
Los preludios de teclado comenzaron a aparecer en el siglo XVII en Francia: los preludios no medidos, en los que la duración de cada nota se deja al intérprete, se utilizaron como movimientos introductorios en suites de clavecín. Louis Couperin (c.1626-1661) fue el primer compositor en abrazar el género, y los preludios del clavecín fueron utilizados hasta la primera mitad del siglo XVIII por numerosos compositores como Jean-Henri d'Anglebert (1629-1691), Élisabeth Jacquet de la Guerre (1665-1729), François Couperin (1668-1733) y Jean-Philippe Rameau (1683-1764), cuya primera pieza impresa (1706) tenía esta forma. Los últimos preludios no medidos para clavecín datan de la década de 1720.
El desarrollo del preludio en la Alemania del siglo XVII dio lugar a una forma seccional similar a las toccatas de teclado de Johann Jakob Froberger o Girolamo Frescobaldi. Los preludios de compositores del norte de Alemania como Dieterich Buxtehude (c.1637-1707) y Nikolaus Bruhns (c.1665-1697) combinaron secciones de pasajes improvisados libres con partes en estricta escritura contrapuntística (generalmente breves fugas). Fuera de Alemania, Abraham van den Kerckhoven (c.1618-c.1701), uno de los compositores holandeses más importantes de la época, utilizaron este modelo para algunos de sus preludios. Los compositores del sur y el centro de Alemania no siguieron el modelo seccional y sus preludios siguieron siendo de carácter improvisado con poco o ningún contrapunto estricto.
Durante la segunda mitad del siglo XVII, los compositores alemanes comenzaron a emparejar preludios (o a veces toccatas ) con fugas en el mismo tono; Johann Pachelbel (c.1653-1706) fue uno de los primeros en hacerlo, aunque las piezas de "preludio y fuga" de Johann Sebastian Bach (1685-1750) son mucho más numerosas y conocidas en la actualidad. Los preludios para órganos de Bach son bastante diversos, y se basan en influencias del norte y del sur de Alemania. La mayoría de los preludios de Bach se escribieron en forma de tema y variación , utilizando el mismo motivo temático con imitación, inversión, modulación o retroceso del tema, así como otras técnicas involucradas en esta forma barroca.
Johann Caspar Ferdinand Fischer fue uno de los primeros compositores alemanes en incorporar el estilo francés de finales del siglo XVII a la música de clavecín alemana, reemplazando la ouverture francesa estándar con un preludio desmesurado. Ariadne música de Fischer es un ciclo de música para teclados que consta de pares de preludios y fugas; los preludios son bastante variados y no se ajustan a ningún modelo en particular. Ariadne música sirvió como precursora de El clave bien temperado de Johann Sebastian Bach, dos libros de 24 pares de "preludio y fuga" cada uno. Los preludios de Bach también fueron variados, algunos similares a las danzas barrocas, otros son obras de contrapunto de dos y tres partes no muy diferentes de sus invenciones y sinfonias. Bach también compuso preludios para presentar cada una de sus Suites Inglesas.
El clave bien temperado influenció a muchos compositores en los siglos venideros, algunos de los cuales escribieron preludios en conjuntos de 12 o 24, a veces con la intención de utilizar las 24 tonalidades mayores y menores como lo había hecho Bach. Frédéric Chopin (1810-1849) escribió un conjunto de 24 preludios, op.28 , a menudo compuesta en una forma ternaria simple, que liberó al preludio de su propósito introductorio original y le permitió servir como una pieza de concierto independiente. Mientras que otros pianistas-compositores, incluidos Muzio Clementi, Johann Nepomuk Hummel e Ignaz Moscheles, había publicado previamente colecciones de preludios en beneficio de pianistas no capacitados en el preludio de improvisación, el conjunto de Chopin renovó el género.
El conjunto de Chopin sirvió de modelo para otras colecciones de 24 o 25 preludios para piano en tonalidades mayores y menores, incluidas las de Charles-Valentin Alkan ( Op. 31 para piano u órgano), Ferruccio Busoni (Op. 37, BV 181), César Cui (Op. 64), Stephen Heller (Op. 81) y Alexander Scriabin ( Op. 11 ). Claude Debussy (1862-1918) escribió dos libros de preludios impresionistas para piano que, inusualmente en este género, llevan títulos descriptivos. La concepción de Chopin del preludio como una pieza de personaje independiente expresando un estado de ánimo en lugar de un programa musical específico extendido hasta el siglo XX con obras de compositores como George Antheil, George Gershwin, Alberto Ginastera, Dmitry Kabalevsky, Bohuslav Martinů, Olivier Messiaen, Sergei Rajmáninov (quien también completó un conjunto), Giacinto Scelsi y Karol Szymanowski.
Los preludios también fueron incorporaron a través de algunos compositores del siglo XX la inspiración de suites barroca: estos preámbulos "unidos" incluyen Le tombeau de Couperin (1914-1917) de Maurice Ravel y la suite para piano, op. 25 (1921/23) de Arnold Schoenberg, ambos comienzan con un preludio introductorio (la introducción coral de Schoenberg a la Suite Génesis es un caso raro de un preludio adjunto escrito en el siglo XX sin ninguna intención neobarroca ). Además de una serie de preludios para piano independientes (Op.2), Dmitri Shostakovich compuso un conjunto de 24 preludios y fugas.en la tradición del Clave bien Temperado de Bach.
Algunos compositores de vanguardia también han producido preludios independientes.  El breve preludio para la meditación de John Cage está escrita para piano preparado, mientras que el Prélude de 1959 de François-Bernard Mâche y el Preludio Aleatorio (1961) de Branimir Sakač  utilizan recursos electrónicos y técnicas aleatorias.

## Colecciones notables de preludios
- JCF Fischer Ariadne musica (1702), contenía 20 preludios y fugas en 19 teclas diferentes.
- Johann Sebastian Bach escribió los dos volúmenes de El clave bien Temperado (1722, 1744). Ambos volúmenes contienen 24 preludios (y fugas asociadas) que avanzan en la escala cromática con tonalidades mayores y menores alternas en paralelo (C mayor y C menor; C ♯  mayor y C ♯  menor; D mayor y D menor; etc.).
- Ludwig van Beethoven escribió dos preludios, op. 39, cuando era adolescente; cada uno recorre todas las teclas principales del piano.
- York Bowen escribió una serie de 24 preludios, su Op. 102, en 1938. Está en todas las tonalidades mayores y menores y fue publicado póstumamente.
- Casimir Ney escribió una colección de 24 preludios en todas las tonalidades mayores y menores para viola solo de 1849 a 1853.
- Frédéric Chopin escribió 24 Preludios, op. 28 , que recorre todas las tonalidades mayores y menores. Los preludios impares están en tonalidades mayores, comenzando con Do mayor, y cada uno es seguido por un preludio en la tonalidad menor relativa . Los preludios emparejados pasan por el círculo de quintas (Do mayor y A menor; G mayor y Mi menor; D mayor y B menor; etc.). La mayoría se puede tocar como piezas independientes.
- Alexandre-Pierre François Boëly escribió muchos Préludes, op.20, op.22, op.33 (1803-1857)
- Julian Cochran escribió tres volúmenes de preludios, muchos de ellos con un carácter impresionista , y que aumentaron en complejidad y extensión a través de cada volumen. [6]
- Charles-Valentin Alkan escribió una serie de 25 preludios, op. 31, publicado en 1847. Su esquema de claves difiere del de Chopin en que las claves mayores ascienden cromáticamente y son seguidas por sus respectivos subdominantes menores, aunque Alkan también comienza en Do mayor. La última pieza vuelve a Do mayor, de ahí el preludio adicional (un recurso que Alkan repitió en las Esquisses, Op. 63 , y que César Cui empleó en sus propios 25 Preludios, Op. 64). Como una distinción más entre sus sets y los de Chopin, Alkan proporciona títulos programáticos para varios de sus preludios, incluido el más famoso del set, La chanson de la folle au bord de la mer ( La canción de la loca por la orilla del mar ).
- Felix Blumenfeld compuso un conjunto de 24 preludios, op. 17 en 1892, siguiendo el esquema clave de Chopin, así como un conjunto de cuatro, Op. 12.
- Alexander Scriabin escribió 24 Preludios, op. 11 en 1896, y numerosos preludios más breves. Siguió el mismo patrón que los preludios de Chopin.
- Sergei Rajmáninov, escribió un preludio, Op. 3, núm. 2, en 1892 seguido de Diez preludios, op. 23 (1903) y Trece Preludios, Op. 32 (1910) para un total de veinticuatro preludios en todas las tonalidades mayores y menores; también compuso un Preludio en re menor, sin número de opus, en 1917 (hay otro más entre sus primeras obras inéditas).
- Florent Schmitt escribió dos libros de Préludes, libro 1, 3 préludes op. 3 (1890 - 95), libro 2, 10 Préludes op. 5 (1896).
- Claude Debussy escribió dos libros de 12 Préludes , Libro 1 (1910) y Libro 2 (1913), para un total de 24 preludios. El título del preludio se encuentra al final de la pieza, mientras que un número romano sirve como encabezado.
- Gabriel Fauré escribió 9 Préludes para piano (1909-1910).
- Las excursiones de Marcel Dupré en el género incluyen un conjunto de seis Preludios para piano (1916) y ocho Preludios cortos sobre temas gregorianos para órgano (1948), además de dos conjuntos de tres Preludios y fugas para órgano (1912 y 1938).
- Louis Vierne escribió 12 Préludes para piano, op. 36 (1914-1915)
- El conjunto de ocho preludios para piano de Olivier Messiaen (1929) se desarrolló a partir del impresionismo de la música para piano de Debussy.
- Manuel María Ponce: 24 Preludios para guitarra, compuestos en los años veinte.

- Bohuslav Martinů: conjunto de ocho Préludes para piano (1929).
- Paul Hindemith escribió Ludus Tonalis (1940), un Preludio, 11 interludios y un postludio, todos separados por 12 fugas.
- Dmitri Kabalevsky escribió muchos Préludes para piano, op. 1, op. 5, op. 20, op. 38, op. 61 (1943 - 1944)
- Alberto Ginastera escribió un ciclo de 12 Preludios Americanos (1946).
- Dmitri Shostakovich escribió un ciclo de 24 Preludios y Fugas, Op. 87 en 1951, así como un conjunto anterior de 24 Preludios, Op. 34 (1933), para piano.
- Nikolai Kapustin escribió 24 Preludios en estilo de jazz, Op. 53, y más tarde un conjunto de 24 Preludios y Fugas, Op. 82.
- Heitor Villa-Lobos escribió 5 Preludios para guitarra (1940), que se han convertido en populares piezas de repertorio. Un sexto preludio se ha perdido.
- Edvard Lieber compuso el Preludio a "Ritmo de otoño" de Jackson Pollock (1977) para un cuadro homónimo de Pollock, y 24 Preludios de Kooning (1978) para 24 cuadros de Kooning. Ambas obras fusionaban la forma del preludio con el arte de la pintura.
- Sergio Antonio del Río escribió un Preludio para su maestra Elsa Berner, Preludio a Elsa Berner, (1982) para piano, publicado en Fabian Norman Verlag 2009[7][8].
- Lera Auerbach escribió tres conjuntos completos de 24 Preludios, que recorren todas las tonalidades mayores y menores, para piano solo, violín y piano, y violonchelo y piano respectivamente (2003).